# Oscar Isaac
Óscar Isaac Hernández Estrada (Ciudad de Guatemala, 9 de marzo de 1979), conocido como Oscar Isaac, es un actor y productor de cine guatemaltecoestadounidense.
Entre sus papeles más relevantes se encuentran Poe Dameron, en la serie de películas de Star Wars y sus papeles principales en Inside Llewyn Davis (2013), por la que recibió una nominación al Globo de Oro, El año más violento (2014), Ex Machina (2015) y Moon Knight, en la serie de televisión homónima de Disney+.

## Biografía
Nació en la Ciudad de Guatemala, de padre cubano, Óscar Gonzalo Hernández, y madre guatemalteca, María Eugenia Estrada Nicolle. A los cinco meses de edad, su familia se trasladó a Miami, Florida, donde creció. En Miami, tocaba la guitarra y cantaba para su banda The Blinking Underdogs. Se ha definido como una persona «muy cristiana».

## Carrera

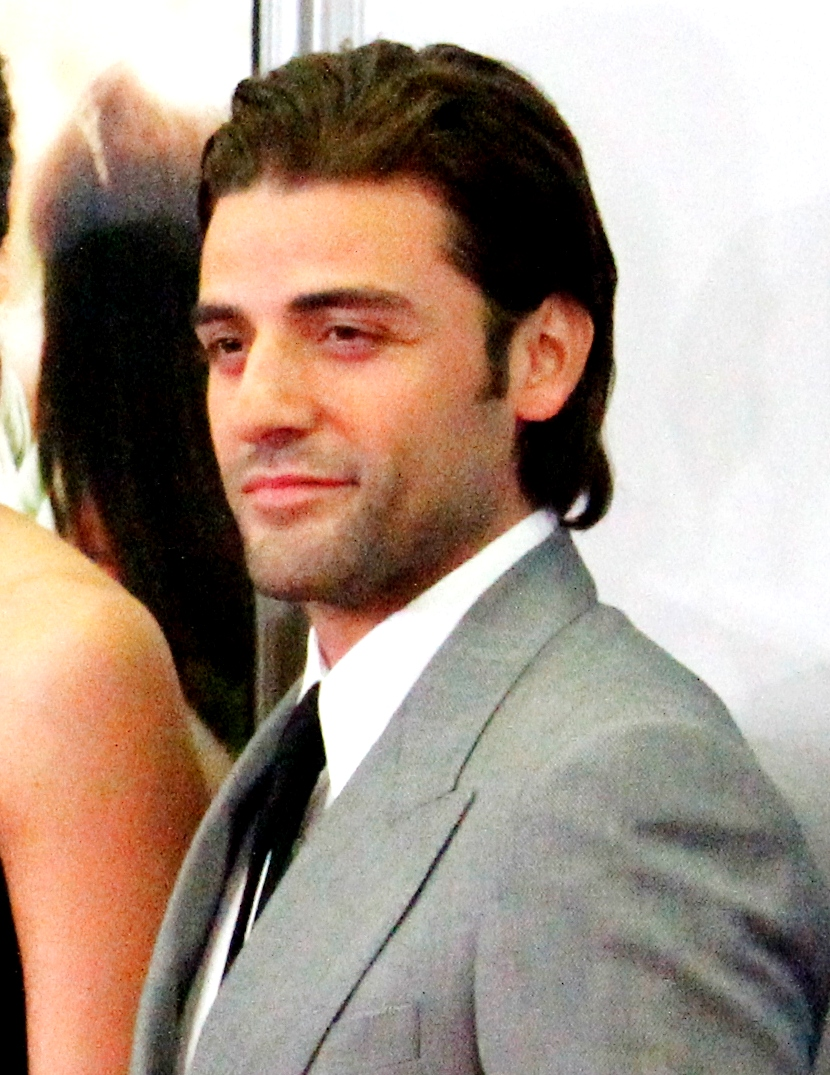
Oscar Isaac en 2012.

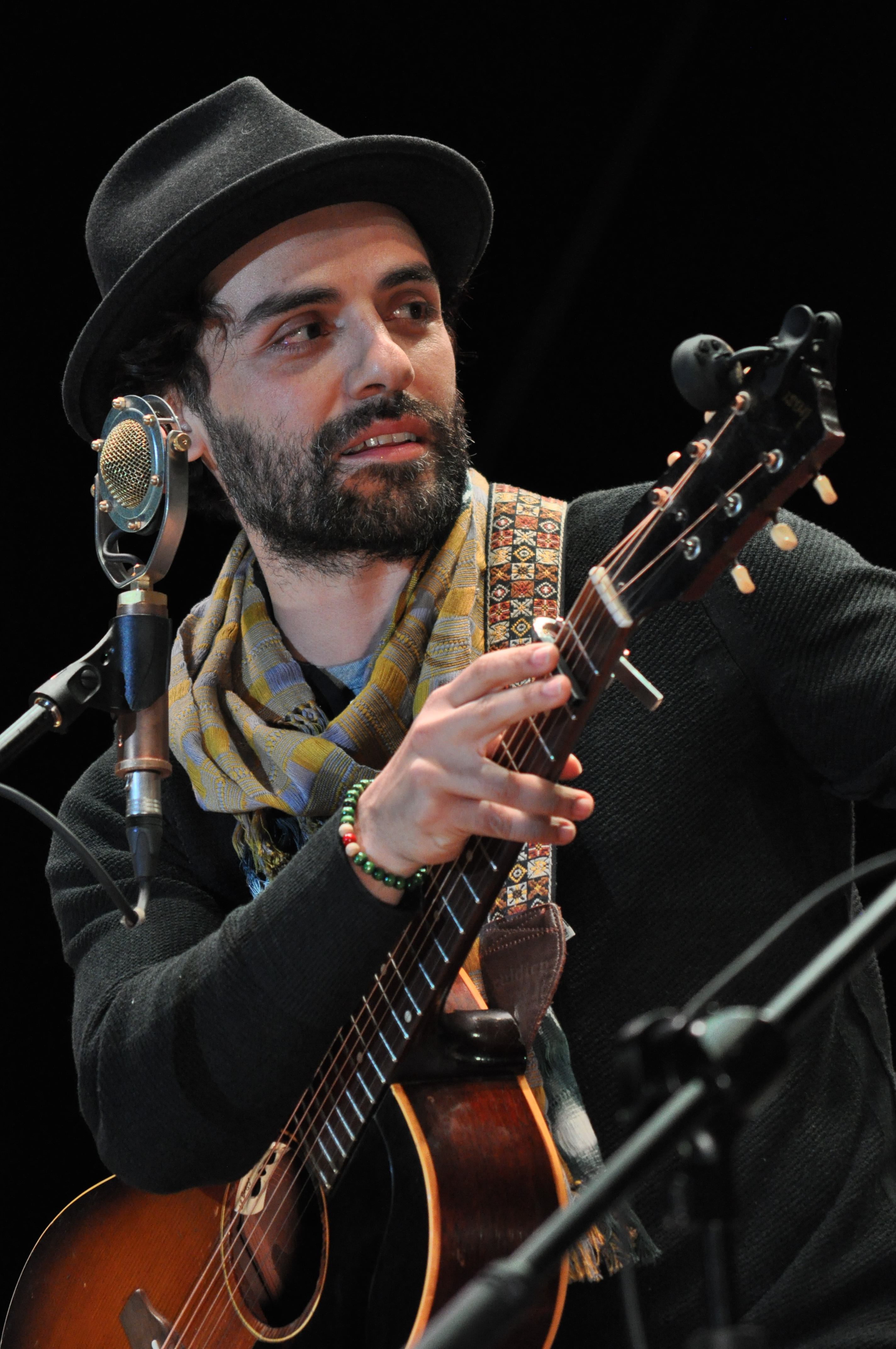
Oscar Isaac actuando en la Universidad Francisco Marroquín en febrero de 2015.

Graduado en teatro en la prestigiosa escuela de música y artes escénicas Juilliard de Nueva York en 2005, su primer papel importante fue el de José de Nazaret en The Nativity Story en 2006, compartiendo su protagonismo con la nominada al Premio Óscar Keisha Castle-Hughes. Tuvo pequeños papeles en películas como All About the Benjamins y en Che. Hizo una aparición televisiva en Law & Order: Criminal Intent. En teatro participó en dos obras de William Shakespeare: Romeo y Julieta, haciendo de Romeo, y Los dos hidalgos de Verona en el Public Theater's «Shakespeare in the Park» de Nueva York.
Posteriormente, participó en Red de mentiras, junto a Leonardo DiCaprio y Russell Crowe, y en Pu-239. En 2009 trabajó en Ágora, de Alejandro Amenábar, filme en el que compartió cartel con Rachel Weisz y Max Minghella.
Participó en Robin Hood, dirigida por Ridley Scott y protagonizada por Russell Crowe, donde interpretó al rey Juan de Inglaterra, hermano menor de Ricardo Corazón de León. Más tarde ese mismo año, interpretó a un guardia de seguridad en la película W.E., que fue dirigida por Madonna y estrenada en septiembre de 2011. Ese mismo año, actuó en el drama criminal Drive. También tuvo un papel en 10 Years, donde su personaje fue un músico e interpretó su propia canción «Never Had» —«Never Had» y «You Ain't Goin Nowhere» fueron incluidos en la banda sonora de la película—. En 2012 participó en Cristiada, una película de Andy García. Junto a él, intervinieron, entre otros, Eva Longoria y Peter O’Toole.
En 2013 protagonizó la película Inside Llewyn Davis, escrita y dirigida por los hermanos Coen. Interpretó a un cantante de folk talentoso pero sin éxito en un drama ambientado en Greenwich Village en 1961. La película ganó el Gran Premio en el Festival de Cannes 2013. Por el papel de Llewyn Davis, recibió una nominación al Globo de Oro al mejor actor en una película musical o de comedia. Su trabajo junto a los Coen sirvió además para llamar la atención de la industria del cine, por lo que declaró más tarde: «Hacer Inside Llewyn Davis me dio muchas oportunidades que de otra forma no hubiese tenido, y desde entonces he estado trabajando casi sin parar».
Coprotagonizó junto a Jessica Chastain la película de J. C. Chandor El año más violento (2014), sustituyendo al actor Javier Bardem. En 2015 interpretó a Nathan en la película de ciencia ficción Ex Machina. Fue miembro del reparto de Star Wars: Episodio VII - El despertar de la Fuerza, estrenada en diciembre de 2015. El primer tráiler de la película, estrenado el 28 de noviembre de 2014, reveló que su personaje es un piloto de un Ala-X, cuyo nombre, Poe Dameron, fue anunciado dos semanas después.
El 24 de noviembre de 2014 se anunció que interpretaría a Apocalipsis, el villano de los X-Men, en la película X-Men: Apocalipsis, que fue estrenada el 27 de mayo de 2016.
En 2018 produjo y protagonizó Operation Finale, una película histórica sobre el secuestro y juicio del criminal de guerra alemán Adolf Eichmann, ocurrido en Buenos Aires, Argentina, en 1960. Fue dirigida por Chris Weitz y coprotagonizada por Ben Kingsley, Lior Raz, Mélanie Laurent, Nick Kroll, y Joe Alwyn. La película, distribuida por MGM y Netflix, fue rodada en distintos escenarios argentinos, como Buenos Aires y Bariloche.

## Filmografía

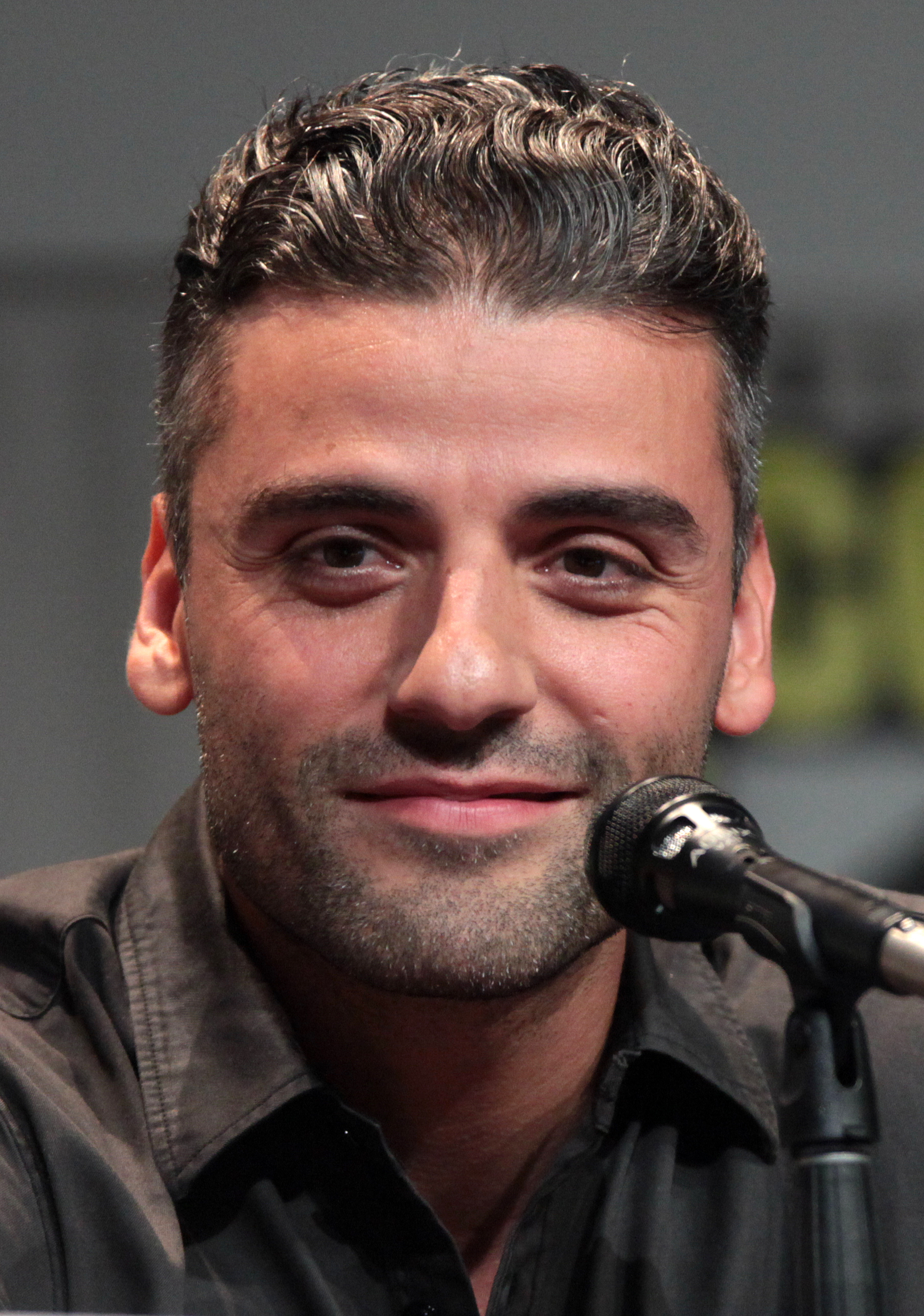
Oscar Isaac en 2015.

### Películas
| Año  | Película                                            | Papel                                 |
| ---- | --------------------------------------------------- | ------------------------------------- |
| 2002 | All About the Benjamins                             | Francesco                             |
| 2006 | Pu-239                                              | Shiv                                  |
| 2006 | The Nativity Story                                  | José de Nazaret                       |
| 2007 | The Life Before Her Eyes                            | Marcus                                |
| 2008 | Che                                                 | Intérprete                            |
| 2008 | Red de mentiras                                     | Bassam                                |
| 2009 | Ágora                                               | Orestes                               |
| 2009 | Balibo                                              | José Ramos-Horta                      |
| 2010 | Robin Hood                                          | Juan I de Inglaterra                  |
| 2011 | Sucker Punch                                        | Blue Jones                            |
| 2011 | W.E.                                                | Evgeni                                |
| 2011 | Diez años después                                   | Reeves                                |
| 2011 | Drive                                               | Standard Gabriel                      |
| 2012 | Cristiada                                           | Victoriano "El Catorce" Ramírez       |
| 2012 | Revenge for Jolly!                                  | Cecil                                 |
| 2012 | The Bourne Legacy                                   | Outcome 3                             |
| 2012 | Won't Back Down                                     | Michael Perry                         |
| 2013 | Inside Llewyn Davis                                 | Llewyn Davis                          |
| 2014 | In Secret                                           | Laurent LeClaire                      |
| 2014 | The Two Faces of January                            | Rydal Keener                          |
| 2014 | Ticky Tacky                                         | Lucien                                |
| 2014 | El año más violento                                 | Abel Morales                          |
| 2015 | Ex Machina                                          | Nathan Bateman                        |
| 2015 | Mojave                                              | Jack                                  |
| 2015 | Star Wars: Episodio VII - El despertar de la Fuerza | Poe Dameron                           |
| 2016 | X-Men: Apocalipsis                                  | En Sabah Nur/Apocalipsis              |
| 2016 | The Promise                                         | Mikael Boghosian                      |
| 2017 | Star Wars: Episodio VIII - Los últimos Jedi         | Poe Dameron                           |
| 2017 | Lightningface                                       | Basil Stitt                           |
| 2017 | Suburbicon                                          | Bud Cooper                            |
| 2018 | Aniquilación                                        | Kane                                  |
| 2018 | Operation Finale                                    | Peter Malkin                          |
| 2018 | Life Itself                                         | Will                                  |
| 2018 | Spider-Man: Into the Spider-Verse                   | Miguel O'Hara / Spider-Man 2099 (voz) |
| 2018 | At Eternity's Gate                                  | Paul Gauguin                          |
| 2019 | Triple frontera                                     | Santiago Pope Garcia                  |
| 2019 | The Addams Family                                   | Gomez Addams (voz)                    |
| 2019 | Star Wars: Episodio IX - El ascenso de Skywalker    | Poe Dameron                           |
| 2021 | Dune                                                | Leto Atreides                         |
| 2021 | El Contador de Cartas                               | William Tell                          |
| 2023 | Spider-Man: Across the Spider-Verse                 | Miguel O'Hara / Spider-Man 2099 (voz) |
| 2025 | The King of Kings                                   | Jesús de Nazaret (voz)                |
| 2025 | Frankenstein                                        | Víctor Frankenstein                   |
| TBA  | In the Hand of Dante                                | Dante Alighieri / Nick Tosches        |
| TBA  | Spider-Man: Beyond the Spider-Verse                 | Miguel O'Hara / Spider-Man 2099 (voz) |

### Televisión
| Año       | Película                     | Papel                                                                 | Notas                                 |
| --------- | ---------------------------- | --------------------------------------------------------------------- | ------------------------------------- |
| 2006      | Law & Order: Criminal Intent | Robbie Paulson                                                        | Episodio: "The Healer"                |
| 2015      | Show Me a Hero               | Nick Wasicsko                                                         | 6 episodios                           |
| 2018-2019 | Star Wars Resistencia        | Poe Dameron                                                           | Voz; 4 episodios                      |
| 2020      | A World of Calm              | Narrador                                                              | Episodio: "Noodles", serie de HBO Max |
| 2021      | Secretos de un matrimonio    | Jonathan Levy                                                         | 5 episodios                           |
| 2022      | Moon Knight                  | Marc Spector / Moon Knight / Steven Grant / Mr. Knight / Jake Lockley |                                       |
| 2022      | Marvel Studios: Assembled    | Él mismo                                                              |                                       |
| 2022      | The Last Movie Stars         | Sydney Pollack                                                        |                                       |
| 2024      | What If...?                  | Marc Spector / Moon Knight                                            | Voz                                   |

### Videojuegos
| Año  | Película                                  | Papel       |
| ---- | ----------------------------------------- | ----------- |
| 2015 | Disney Infinity 3.0                       | Poe Dameron |
| 2016 | Lego Star Wars: El Despertar de la Fuerza | Poe Dameron |

### Teatro
| Año  | Obra                                 | Papel                 | Teatro                                      |
| ---- | ------------------------------------ | --------------------- | ------------------------------------------- |
| 2005 | Two Gentlemen of Verona              | Proteus               | Delacorte Theater - Nueva York              |
| 2006 | Beauty of the Father                 | Federico García Lorca | New York City Centre - Nueva York           |
| 2007 | Romeo y Julieta                      | Romeo                 | Delacorte Theater - Nueva York              |
| 2008 | Grace                                | Tom                   | Lucille Lortel Theatre - Nueva York         |
| 2011 | We Live Here                         | Daniel                | New York City Center - Nueva York           |
| 2017 | Hamlet                               | Príncipe Hamlet       | Teatro Público - Nueva York                 |
| 2023 | The Sign in Sidney Brustein's Window | Sidney Brustein       | Academia de Música de Brooklyn - Nueva York |
| 2023 | The Sign in Sidney Brustein's Window | Sidney Brustein       | Teatro James Earl Jones - Nueva York        |